# Het Fortuin (brug)
Het Fortuin is een brug binnen de Nederlandse gemeente Rijswijk (Zuid-Holland) en is opgenomen in de route van de Rijksweg 4, waar deze de Delftsche Vliet kruist. 

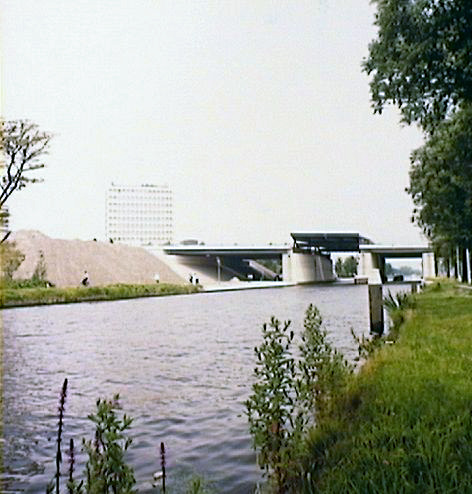
De nog als tafelbrug uitgevoerde oeververbinding 'Het Fortuin' over de Vliet in Rijswijk

## Geschiedenis
Aanvankelijk werd de brug uitgevoerd als tafelbrug. Deze werd op afstand bediend vanaf de Leiderdorpsebrug in Leiden. De brug werd in 1986 in gebruik genomen bij de opening van het traject van de A4 vanaf knooppunt Ypenburg tot aan het einde van de weg, de afrit Prinses Beatrixlaan Rijswijk. Dit deel van de weg was aanvankelijk uitgevoerd als autoweg. Door de hefhoogte van 2 meter werd daardoor de doorvaarthoogte extra vergroot, speciaal om de hoge ladingen van een in industriegebied Binckhorst (Den Haag) gevestigde ketelbouwer door te laten. Dit gebeurde slechts bij uitzondering. Na het faillissement van deze bouwer had de beweegbare brugconstructie geen functie meer. Bij de verbreding van de A4 van autoweg tot snelweg, en het doortrekken ervan naar Delft-Zuid, werd de brug in 1999 vervangen door een vaste brug met een tot 7 meter vergrote doorvaarthoogte. De brug valt onder het beheer van Rijkswaterstaat.

## Naamgeving
De brug is vernoemd naar de vroegere stellingmolen Het Fortuin (1761-1892) (later de houtzaagmolen Clarissa Maria) die op die plaats had gestaan.

## Trivia
- De halte van tramlijn 1 onder de brug, wordt door de Metropoolregio Rotterdam Den Haag  aangeduid als 'halte Vlietbrug'.